# Кларксвил (Охајо)
Кларксвил (енгл. Clarksville) град је у америчкој савезној држави Охајо.

## Демографија
По попису из 2010. године број становника је 548, што је 51 (10,3%) становника више него 2000. године.
| Група             | 2000.       | 2010.       |
| Белци             | 480 (96,6%) | 526 (96,0%) |
| Афроамериканци    | 2 (0,4%)    | 0 (0,0%)    |
| Азијати           | 1 (0,2%)    | 12 (2,2%)   |
| Хиспаноамериканци | 5 (1,0%)    | 5 (0,9%)    |
| Укупно            | 497         | 548         |